# ジェイ&サイレント・ボブ 帝国への逆襲
『ジェイ&サイレント・ボブ 帝国への逆襲』（Jay and Silent Bob: Strike Back）は、2001年のコメディ映画。ヴュー・アスキューニバースの映画シリーズの5番目の作品である。監督はケヴィン・スミス。日本では2003年3月8日に公開。
ケヴィン・スミス監督の映画に、脇役として登場し続けたボンクラコンビ「ジェイ&サイレント・ボブ」を主役としている。題名からして、ケヴィン・スミスが熱愛する『スター・ウォーズシリーズ』のもじりであるが、『スター・ウォーズ』の主役俳優であるマーク・ハミルや、レイア姫役のキャリー・フィッシャーもゲスト出演している。

## あらすじ
バンキーは、人気漫画『ブラントマン＆クロニック』の映画化権をハリウッドへ売り込んでいた。
ところが、この交渉は漫画の主人公のモデルであるジェイとサイレント・ボブに無断で行われており、インターネットでこのことを知った二人は激怒する。二人は映画を台無しにしようと考え、ヒッチハイクでバンキーの交渉相手であるスタジオ・ミラマックスへと向かう。道中、ジェイは宝石泥棒の一員であるジャスティスを気に入るが、彼女たちに利用された結果、警察に追われる。
なんとかハリウッドに来た二人はバンキーと会い、肖像権について話し合う。

## キャスト
| 役名                                                | 俳優                                                | 日本語吹替              | 日本語吹替               |
| 役名                                                | 俳優                                                | ソフト版                | Netflix版                |
| --------------------------------------------------- | --------------------------------------------------- | ----------------------- | ------------------------ |
| ジェイ                                              | ジェイソン・ミューズ                                | 咲野俊介                | 勝杏里                   |
| サイレント・ボブ                                    | ケヴィン・スミス                                    | 遠藤純一                | 小松史法                 |
| ホールデン・マクニール / 本人                       | ベン・アフレック                                    | 堀内賢雄                | 土田大                   |
| ランダル・グレイヴス                                | ジェフ・アンダーソン                                |                         |                          |
| ダンテ・ヒックス                                    | ブライアン・オハローラン                            | 水野龍司                | 小松史法                 |
| ジャスティス                                        | シャノン・エリザベス                                | 本田貴子                | 田中杏沙                 |
| シシー                                              | エリザ・ドゥシュク                                  | 松本梨香                | 吉田麻実                 |
| クリッシー                                          | アリ・ラーター                                      |                         | 東内マリ子               |
| ミッシー                                            | ジェニファー・シュウォールバック                    |                         | 藤野泰子                 |
| ウィレンホリー                                      | ウィル・フェレル                                    | 岩崎ひろし              | 多田野曜平               |
| ブロディ・ブルース / バンキー・エドワーズ           | ジェイソン・リー                                    | 内田直哉                | 落合弘治                 |
| 保安官                                              | ジャド・ネルソン                                    |                         |                          |
| ヒッチハイカー                                      | ジョージ・カーリン                                  | 八奈見乗児              |                          |
| 修道女                                              | キャリー・フィッシャー                              | 島本須美                | 寺依沙織                 |
| ブレント                                            | ショーン・ウィリアム・スコット                      |                         |                          |
| レグ・ハートナー                                    | ジョン・スチュワート                                |                         | 各務立基                 |
| ジュールス・アスナー                                | ジュールス・アスナー                                |                         | 櫻庭有紗                 |
| パンプキン・エスコバル                              | トレイシー・モーガン                                |                         |                          |
| ガス・ヴァン・サント                                | ガス・ヴァン・サント                                | 相沢正輝                |                          |
| チャカ・ルーサー・キング                            | クリス・ロック                                      | 桐本琢也                | 斎藤寛仁                 |
| チャカのアシスタント                                | ジェイミー・ケネディ                                | 浦田優                  |                          |
| ウェス・クレイヴン                                  | ウェス・クレイヴン                                  | 岩崎ひろし              |                          |
| シャナン・ドハーティー                              |                                                     |                         |                          |
| コックノッカー                                      | マーク・ハミル                                      | 水島裕                  | こばたけ まさふみ        |
| サイレント・ボブ （赤ちゃん）                       | ハーレイ・クイン・スミス                            |                         |                          |
| 警備員ゴードン                                      | ディードリック・ベーダー                            |                         | 村井雄治                 |
| 助監督 ウィリアム・ブラック                         | スコット・モシャー                                  |                         |                          |
| クラッパーの積込み機                                | ポール・ディニ                                      |                         |                          |
| スティーヴ＝デイヴ                                  | ブライアン・ジョンソン                              |                         |                          |
| ウォルト                                            | ウォルター・フラナガン                              |                         |                          |
| トリッシュ・ジョーンズ                              | レニー・ハンフリー                                  |                         |                          |
| アリッサ・ジョーンズ                                | ジョーイ・ローレン・アダムス                        |                         |                          |
| フーパー・ラモント                                  | ドワイト・ユーウェル                                |                         | 大泊貴揮                 |
| その女性                                            | アラニス・モリセット                                | 林佳代子                |                          |
| ジェームズ・ヴァン・ダー・ビーク （クレジットなし） | ジェームズ・ヴァン・ダー・ビーク （クレジットなし） | 川島得愛                | 川島得愛                 |
| ジェイソン・ビッグス （クレジットなし）             | ジェイソン・ビッグス （クレジットなし）             | 河野智之                | 須田祐介                 |
| マット・デイモン （クレジットなし）                 | マット・デイモン （クレジットなし）                 | 平田広明                |                          |
| その他                                              | N/A                                                 | 前田ゆきえ              |                          |
| 日本語版スタッフ                                    |                                                     |                         |                          |
| 演出                                                | 演出                                                | 市来満                  | 宇出喜美                 |
| 翻訳                                                | 翻訳                                                | 宮川桜子                | 税田春介                 |
| 録音                                                | 録音                                                |                         | 亀田亮治                 |
| 調整                                                |                                                     |                         | 亀田亮治                 |
| 制作                                                | 制作                                                | ニュージャパン フィルム | BTI Studios ACクリエイト |